# Cenocoelius croceus
Cenocoelius croceus är en stekelart som beskrevs av Saffer 1982. Cenocoelius croceus ingår i släktet Cenocoelius och familjen bracksteklar. Inga underarter finns listade.